# پرچم ماکائو
پرچم منطقه‌ای ماکائو منطقه ویژه اداری جمهوری خلق چین (به چینی: 中華人民共和國澳門特別行政區區旗) (به پرتغالی: Bandeira regional da Região Administrativa Especial de Macau da República Popular da China) زمینه پرچم به رنگ سبز روشن با تصویر پل "Governador Nobre de Carvalho" و برگ درخت سدر بروی پل و همچنین پنج ردیف جریان آب به رنگ سفید در زیر طاق پل و پنج ستاره زرد رنگ که ستاره میانه بزرگتر از دیگران است بر روی برگ درخت سدر.